# Premio Wheelwright
El Premio Wheelwright (conocido en inglés como Wheelwright Architecture Prize)  es una beca internacional de arquitectura entregada anualmente a un arquitecto o arquitecta que "proponga itinerarios excepcionales para la investigación y el descubrimiento" en la disciplina.  Fundado en 1935 por la Escuela de Diseño de Posgrado de Harvard (Harvard GSD), el premio está financiado en su totalidad por la misma institución.

## Historia
El Premio Wheelwright fue establecido en 1935 únicamente para personas egresadas de Harvard GSD. 
El galardón originalmente se llamó Arthur C. Wheelwright Traveling Fellowship y lleva el nombre de Arthur C. Wheelwright, quien se graduó de Harvard en 1887. 
Después de graduarse, Wheelwright pasó un año trabajando en la tienda de algodón de su padre en Boston.Posteriormente, realizó estudios de arquitectura en Boston por dos años, ya que Harvard no ofrecía cursos de arquitectura en ese entonces. Wheelwright siguió estudios de arte en París por tres años, pero tras enfermarse, se instaló en Westwood, Massachusetts. Tres años después de su muerte en 1932, su viuda, Edith F. Wheelwright, estableciendo una beca para "viajar y estudiar fuera de los Estados Unidos".
La idea original del premio fue brindar una experiencia del tipo Grand Tour a los arquitectos graduados en una época en la que los viajes internacionales eran poco comunes.
En 2013, la beca tomó su nombre actual y fue reformulada para convertirse en una convocatoria internacional para arquitectos y arquitectas que se hayan graduado de una escuela de arquitectura acreditada en un periodo máximo de 15 años. 

## Elegibilidad
El Premio Wheelwright está abierto a arquitectos y arquitectas de todo el mundo, que se hayan graduado de un programa de arquitectura en los últimos 15 años. Aquellos ganadores que residan en los Estados Unidos deben realizar parcialmente su investigación fuera del país. 
La persona ganadora recibe 100.000 dólares estadounidenses para gastos de viaje e investigación, que se pueden gastar en un plazo máximo de dos años a partir de su anuncio.
En 2024, el jurado estuvo integrado por Noura Alsayeh, Mira Henry, Mark Lee, Jacob Riedel, Enrique Walker y la decana de Harvard GSD, Sarah M. Whiting. 

## Ganadores
- 1936-1937: Newton Ellis Griffith, Paul Marvin Rudolph, Walter Egan Trevett, R. Prentice Bradley
- 1937-1938: Constantine A. Pertzoff
- 1938-1939: Walter H.Kilham Jr.
- 1939-1940: Eliot Fette Noyes
- 1940-1941: Leonard James Currie
- 1941-1942: Phillip Emile Joseph
- 1942-1943: Albert Evans Simonson, William W. Wurster
- 1943-1944: Christopher Tunnard
- 1944-1945: Robert William Blachnik, Alvaro Ortega, Theodore Jan Prichard, Helge Westermann
- 1945-1946: William Lindus Cody Wheaton, Kurt Augustus Mumm, Ira Rakatansky, Stanley Salzman
- 1946-1947: Jean Paul Carlhian, Noel Buckland Dant, Martin Daniel Meyerson
- 1947-1948: Joseph Douglas Carroll Jr.
- 1948-1949: Vaughn Papworth Call
- 1949-1950: Henry Louis Horowitz, Jean Claude Mazet, Edward Chase Weren, George Elliot Rafferty
- 1950-1951: I. M. Pei, Jacek von Henneberg, Jerry Neal Leibman
- 1951-1952: Frederick D. Holister, Donald Emanuel Olsen
- 1952-1953: William J. Conklin, Gottfied Paul Csala, Helmut Jacoby, and Edward Stutt
- 1953-1954: Royal Alfred McClure
- 1954-1955: Ferdinand Frederick Bruck
- 1955-1956: Dolf Hermann Schnebli
- 1956-1957: George F. Conley
- 1957-1958: Don Hisaka
- 1958-1959: Paul Mitarachi
- 1959-1960: John C. Haro
- 1960-1961: Donald Craig Freeman
- 1961-1962: Albert Szabo
- 1962-1963: B. Frank Schlesinger
- 1963-1964: Paul Krueger
- 1964-1965: William Morgan
- 1965-1966: Peter Woytok
- 1966-1967: William Lindemulder
- 1967-1968: William H. Liskamm
- 1968-1969: Adèle Naudé Santos
- 1969-1970: Robert Kramer
- 1970-1971: Theodore Liebman
- 1971-1972: Minoru Takeyama
- 1972-1973: Ozdemir Erginsav
- 1973-1974: Klaus Herdeg
- 1974-1975: Alan Chimacoff
- 1976-1977: Corky Poster y Leon J. Goldberg
- 1978-1979: Nelson K. Chen y Susie Kim
- 1979-1980: Nelson K. Chen
- 1981-1982: Hector R. Arce
- 1982-1983: Joanna Lombard
- 1985-1986: Paul John Grayson
- 1986-1987: Christopher Doyle y Frances Hsu
- 1987-1988: Linda Pollak
- 1988-1989: Elizabeth A. Williams
- 1989-1990: Wellington Reiter
- 1990-1991: Holly Getch
- 1991-1992: Roger Sherman
- 1992-1993: Jeffrey A. Murphy
- 1993-1994: Richard M. Sommer
- 1994-1995: Edwin Y. Chan
- 1995-1996: Raveervarn Choksombatchai
- 1996-1997: James Favaro
- 1998-1999: Nana Last
- 1999-2000: Paolo Bercah
- 2000-2001: Farès el-Dahdah
- 2001-2002: Sze Tsung Leong
- 2002-2003: Jeannie Kim
- 2003-2004: Ker-Shing Ong
- 2004-2005: Cecilia Tham
- 2005-2006: Joshua Comaroff
- 2006-2007: Miho Mazereeuw
- 2007-2008: Carlos Arnaiz
- 2008-2009: Mason White
- 2009-2010: Ying Zhou
- 2010-2011: Elisa Silva
- 2013: Gia Wolff
- 2014: Jose M. Ahedo
- 2015: Erik L’Heureux
- 2016: Anna Puigjaner
- 2017: Samuel Bravo
- 2018: Aude-Line Dulière
- 2019: Aleksandra Jaeschke
- 2020: Daniel Fernández Pascual
- 2021: Germane Barnes
- 2022: Marina Otero
- 2023: Jingru (Cyan) Cheng
- 2024: Thandi Loewenson